# Indiani gaspar
Genre
Espèce
Indiani gaspar, unique représentant du genre Indiani, est une espèce d'araignées aranéomorphes de la famille des Prodidomidae.

## Distribution
Cette espèce est endémique du Minas Gerais au Brésil,. Elle se rencontre à Prados dans des grottes.

## Description
Le mâle holotype mesure 1,54 mm et la femelle paratype 1,88 mm.

## Systématique et taxinomie
Cette espèce a été décrite par Rodrigues, Cizauskas et Lemos en 2020.
Ce genre a été décrit par Rodrigues, Cizauskas et Lemos en 2020 dans les Gnaphosidae. Il est placé dans les Prodidomidae par Azevedo, Bougie, Carboni, Hedin et Ramírez en 2022.

## Étymologie
Cette espèce est nommée en référence à Gasparzinho, Casper le gentil fantôme au Brésil.
Ce genre est nommé en l'honneur de Rafael Prezzi Indicatti et David Figueiredo Candiani.

## Publication originale
- Rodrigues, Cizauskas & Lemos, 2020 : « A new genus of cave spider from Neotropical region (Gnaphosidae: Prodidominae). » Zootaxa, no 4722(1), p. 77-83.